# Freiherrlich von Burgker Steinkohlen- und Eisenhüttenwerke
Die Freiherrlich von Burgker Steinkohlen- und Eisenhüttenwerke um Burgk (heutiges Freital) waren ein privatgeführtes sächsisches Montanunternehmen, das im 19. und der ersten Hälfte des 20. Jahrhunderts im Bergbau auf der orografisch rechten Seite der Weißeritz aktiv war und neben dem Königlichen Steinkohlenwerk Zauckerode und dem Potschappler Aktienverein zu den führenden Bergbauunternehmen im Döhlener Becken gehörte. Der Unternehmenssitz befand sich auf Schloss Burgk. Die Aktivitäten der Steinkohlen- und Eisenhüttenwerke trugen wesentlich zur Entwicklung des Dorfes Burgk und der umliegenden Orte bei.

## Geschichte

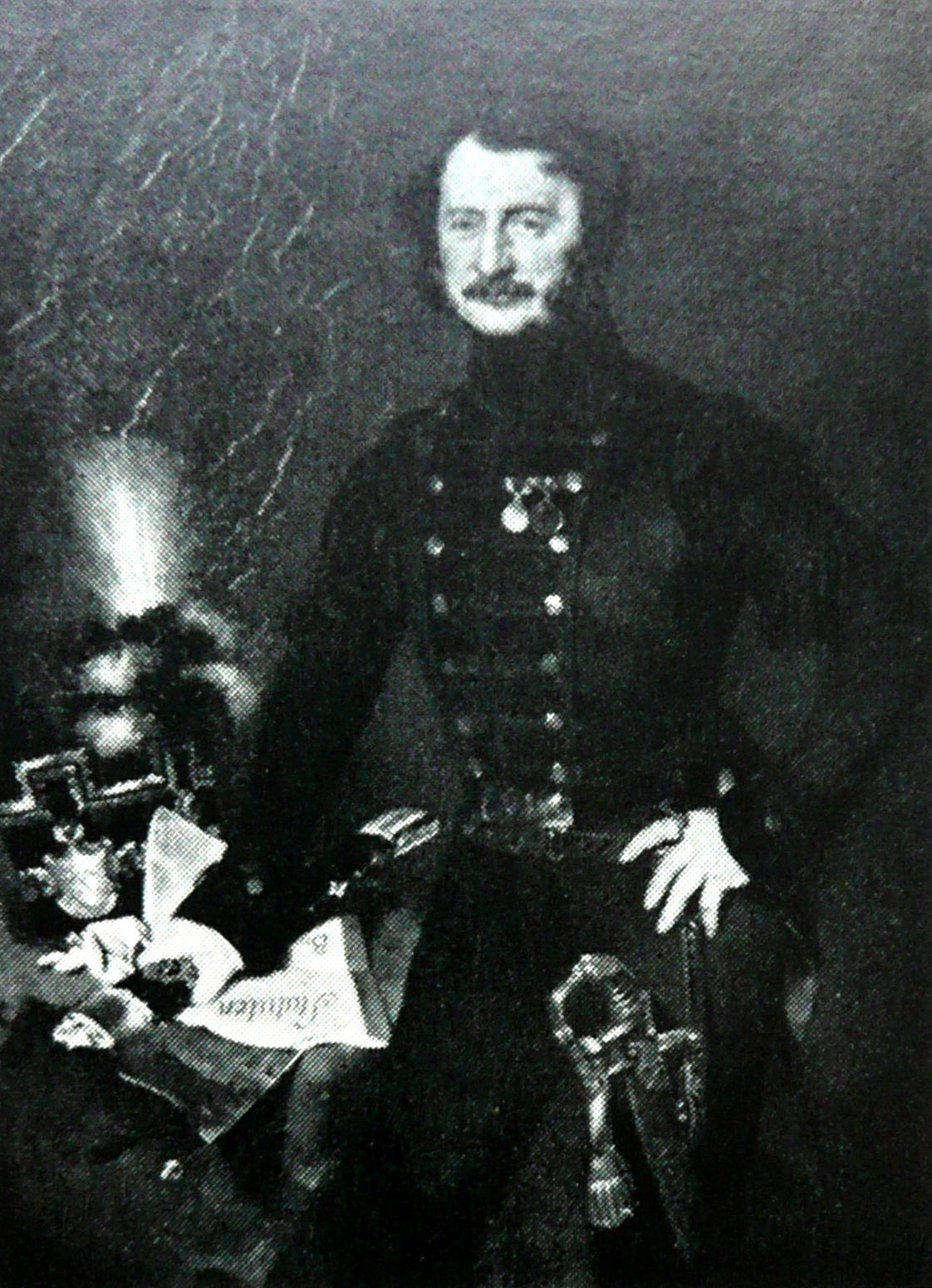
Carl Friedrich August Freiherr Dathe von Burgk (1791–1872), Begründer der Steinkohlen- und Eisenhüttenwerke

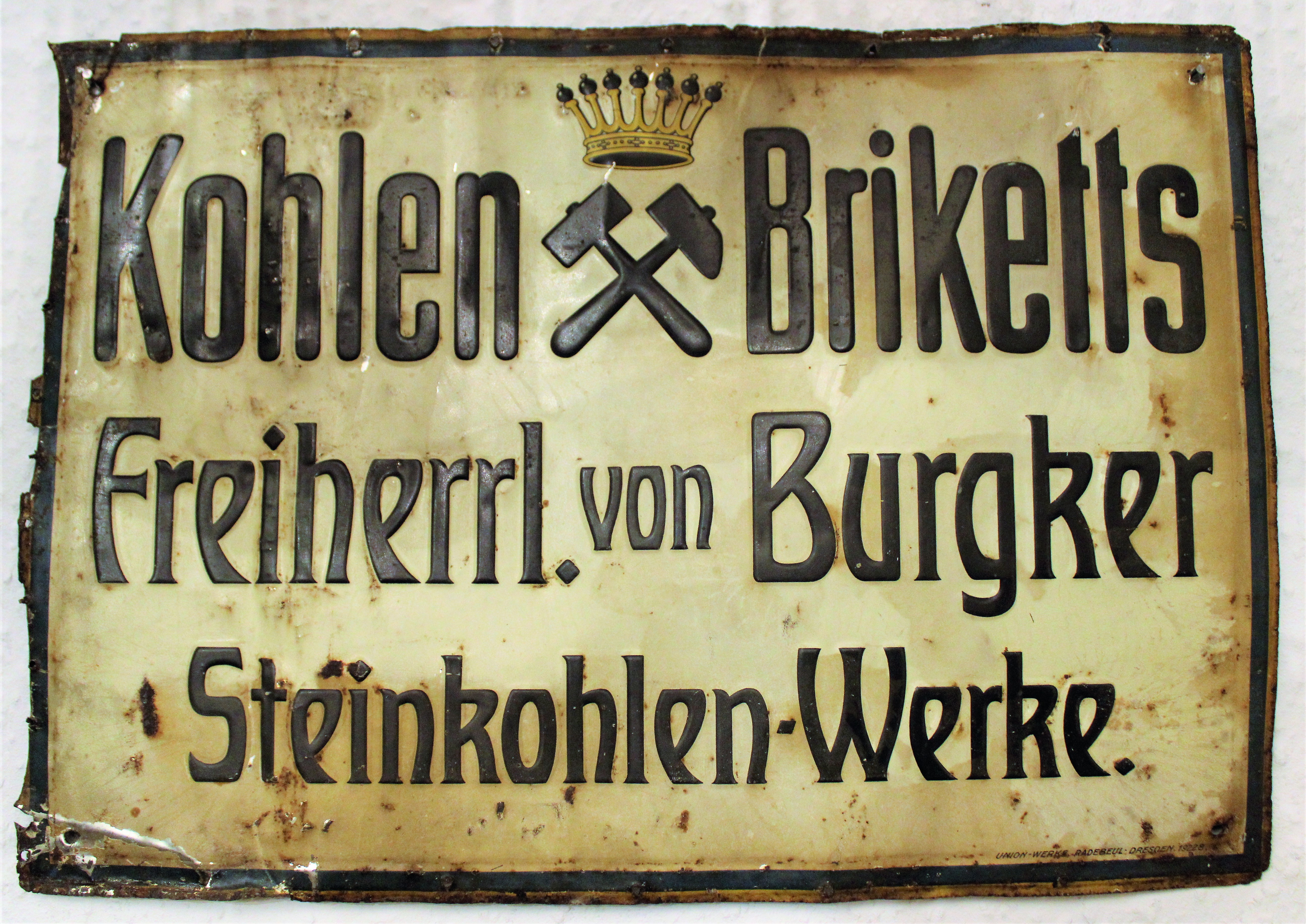
Werbeschild um 1905

### Anfänge
Im Bereich des Rittergutes Burgk wurde bereits 1571 in geringem Umfang Bergbau auf Steinkohle betrieben. 1767 ging das Rittergut samt dazugehörigen Kohlefeldern in den Besitz von Carl Gottfried Dathe über. Dieser ließ neue Schächte abteufen und begann 1773 mit der Anlage des Burgker Weißeritzstollns zur Grubenentwässerung.
In seinem Testament vom Jahr 1797 erhebt er das Rittergut zum Familienfideikommiss. Nach seinem Tod am 4. Juli 1802 übernahm Carl Gottlieb Dathe die Verwaltung des Gutes, dessen Nachfolgerin nach seinem Tod am 10. Juli 1816 war Wilhelmine Sophie Dathe, geb. Kretzschmar. Nach ihrem Tod am 12. Mai 1819 übernahm Carl Friedrich August Freiherr Dathe von Burgk am 10. Oktober 1819 das Rittergut Burgk samt den dazugehörigen Bergbauanlagen. Dies gilt als Geburtsstunde der Freiherrlich von Burgker Steinkohlenwerke. Die Bergbauanlagen umfassten anfangs fünf Schächte (Alter Schacht, Kunstschacht, Wilhelminenschacht, Bergerschacht, Bormannschacht) und einen Entwässerungsstolln.

### Betrieb unter Carl Friedrich August Dathe von Burgk
Der von Jugend an vom Bergbau faszinierte Dathe von Burgk begann rasch mit der Reorganisation und Modernisierung des bis dato mittelalterlich und dezentral geführten Bergbaus rechts der Weißeritz. Dabei übernahm er von den anderen Bergwerken des Plauenschen Grundes alle für die eigene Betriebsführung brauchbaren Ideen und Verbesserungen, vermied jedoch finanziell aufwendige Experimente.

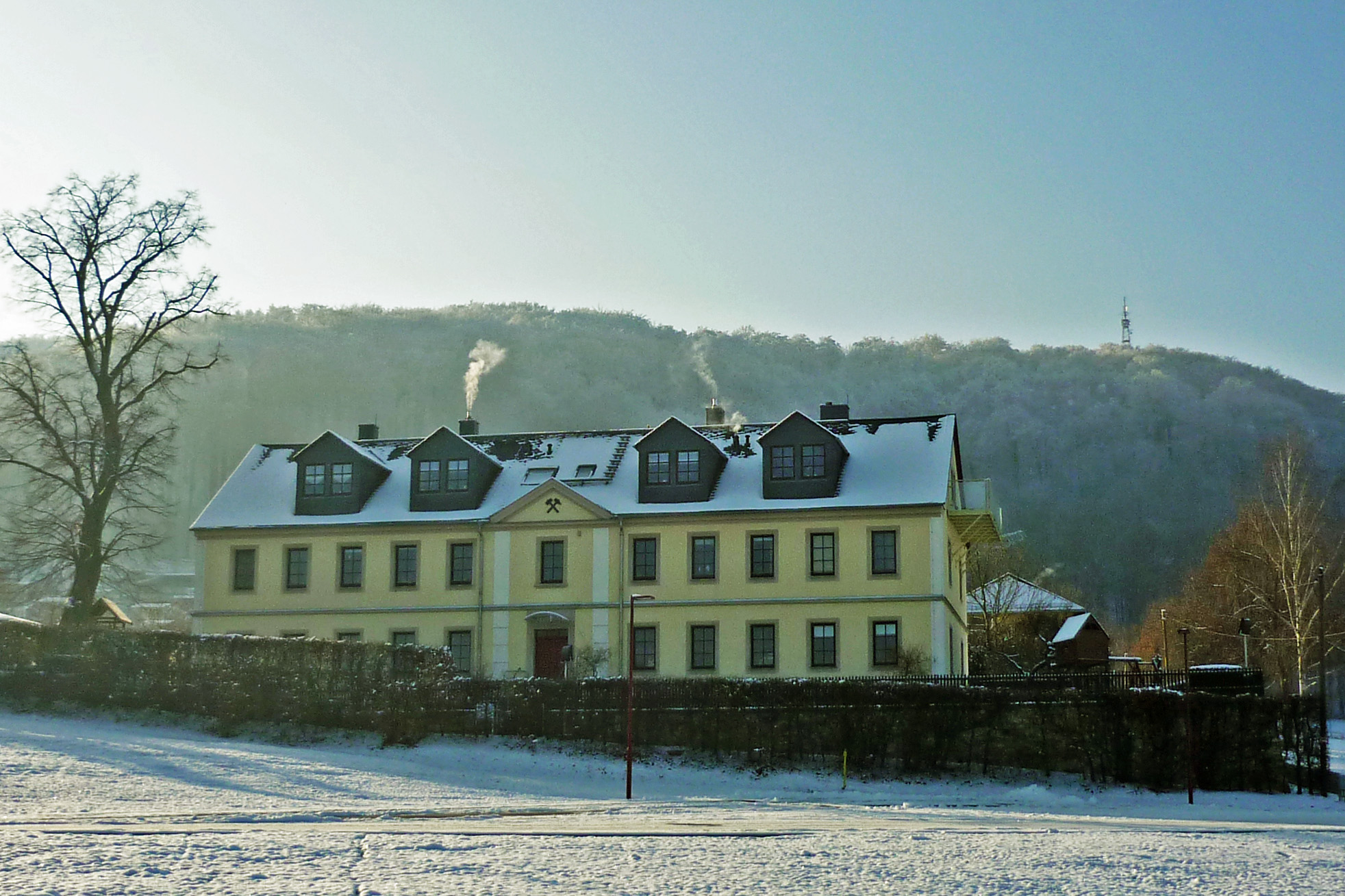
Bergbeamtenwohnhaus am Wilhelminenschacht

Bereits 1822 kam auf dem Wilhelminenschacht die erste Dampfmaschine zur Wasserhaltung zum Einsatz. 1823 setzten die ersten Versuche zur Verkokung der geförderten Kohle ein. Fünf Jahre später, im Jahr 1828, gelang erstmals die Stadtgaserzeugung; in Burgk wurde eine öffentliche Gasbeleuchtung installiert. Innerhalb weniger Jahre entwickelte sich von Burgks Steinkohlenwerk zu einem bedeutenden Grubenbetrieb. Um 1830 förderten 700 bis 800 Bergleute etwa 800.000 Scheffel Kohle pro Jahr. Mit dem Erdmann-, Augustus- und Fortunaschacht wurden neue Anlagen niedergebracht. Dabei kam an dem 1835/36 abgeteuften Fortunaschacht erstmals eine Dampffördermaschine zum Einsatz.
Bei Auslandsreisen nach Westfalen und Belgien (Cockerill in Seraing) erkannte Dathe von Burgk frühzeitig die Möglichkeiten, die eine Kombination von Steinkohlengruben mit Eisenwerken boten. Das Unternehmen wurde deshalb 1826/27 um zwei kleine veraltete Eisenhämmer in Obercarsdorf und Dölzschen erweitert, die zu modernen Eisen- und Walzwerken umgebaut wurden.
Am Standort des 1794 gegründeten Eisenhammers Dölzschen (seit 1846 „König-Friedrich-August-Hütte“) nahm Dathe von Burgk 1842 den ersten sächsischen Koks-Hochofen in Betrieb und erhielt dafür eine staatliche Prämie in Höhe von 25.000 Talern. Die zur Verhüttung benötigten Eisenerze bezog er von ebenfalls erworbenen Magnetitzechen in Berggießhübel. Da die Koksqualität des Burgker Steinkohlenwerkes keine dauerhafte Verhüttung ermöglichte, wurde der Hochofen bereits 1849 wieder stillgelegt. Im Oktober 1873 ging die „König-Friedrich-August-Hütte“ in den Besitz der Deutschen Bank über.
Zur Erschließung neuer Kohlefelder kaufte Dathe von Burgk 1843 das Freigut Kohlsdorf, 1848 das Rittergut Pesterwitz, 1852 das Rittergut Roßthal und 1863 das Rittergut Wilmsdorf. Sowohl die Rittergüter als auch das Steinkohlenwerk wurden durch die nach 1820 gebildete Zentraladministration einheitlich gelenkt, ein deutschlandweit einmaliges Konstrukt der gemeinsamen Verwaltung von Agrar- und Bergbaubetrieb.

### Leitung durch Arthur Dathe von Burgk
1849 übertrug Dathe von Burgk die Betriebsführung an seinen Sohn Karl Christian Arthur Freiherr von Burgk (* 31. Oktober 1823; † 28. Juni 1897).
Bereits ab 1839 wurden im sogenannten Unteren Revier der Steinkohlenwerke eine Reihe von Schächten stillgelegt, da die Kohlefelder abgebaut waren (1839 Alter Schacht, 1849 Bormannschacht, 1865 Fortunaschacht, 1867 Bergerschacht und Wilhelminenschacht und 1893 der Augustusschacht). Neuaufschlüsse konzentrierten sich auf das sogenannte Obere Revier des Werkes. Hier begann 1837 das Abteufen des Neuhoffnungsschachtes, dem 1856 der Segen-Gottes-Schacht folgte. Östlich davon in Neubannewitz wurde ab 1867 der Glückauf-Schacht niedergebracht und zum Zentralschacht ausgebaut. Als letzte neue große Schachtanlage folgte ab 1886 die Anlage des Marienschachtes in Bannewitz. Im Neuhoffnungsschacht wurde 1887 die Kohlenförderung eingestellt.

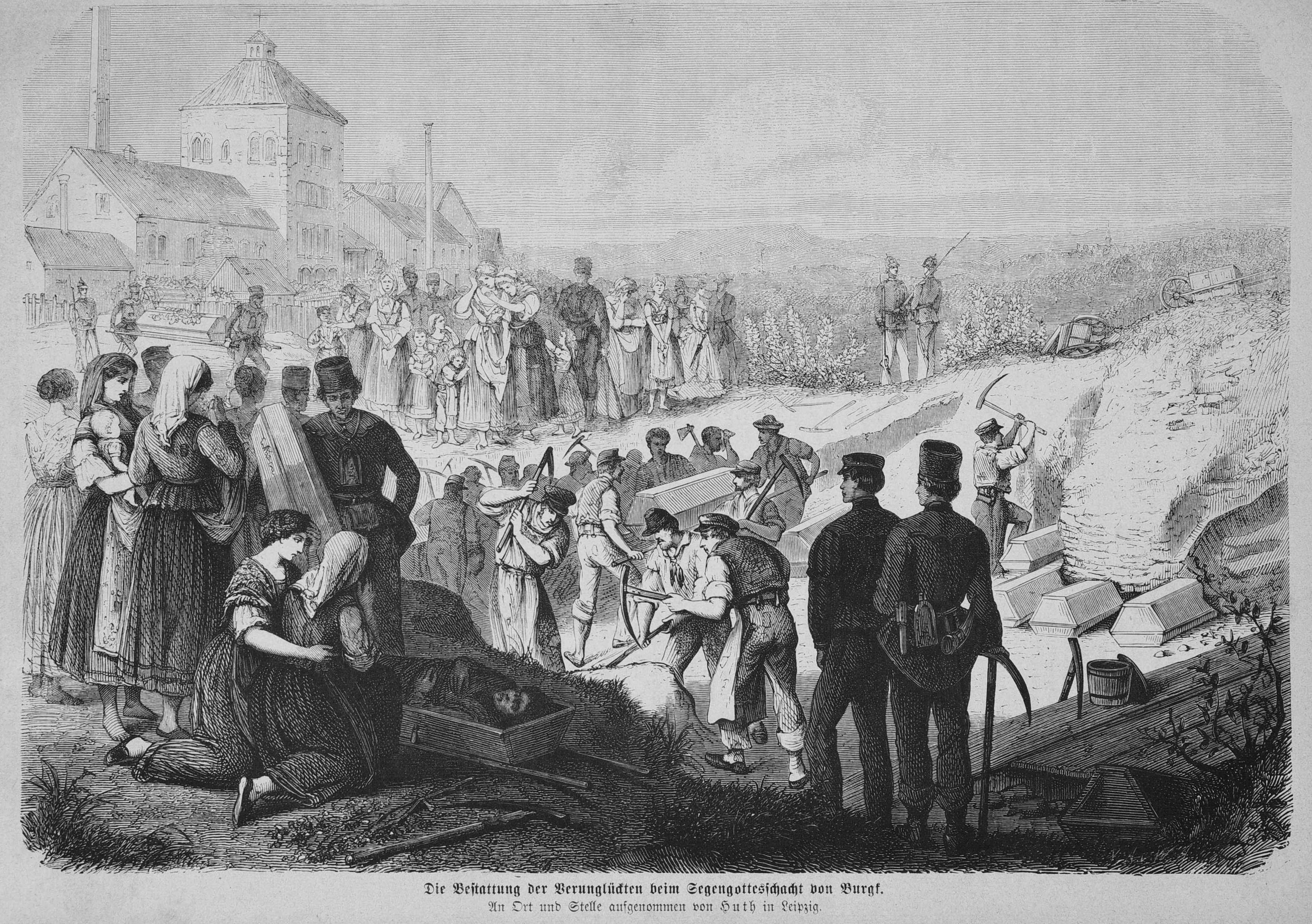
Die Bestattung der Verunglückten beim Segengottesschacht (Illustration in der Gartenlaube 1869)

1868 erreichte das Unternehmen mit 1.600 Mann die größte Belegschaft. Ein Jahr später (1869) ereignete sich eine Schlagwetterexplosion am 2. August in den miteinander verbundenen Grubenfeldern des Segen-Gottes-Schachtes und des Neue-Hoffnung-Schachtes. Dabei starben 276 Bergleute. Es handelt sich um die bis heute schwerste Katastrophe im sächsischen Bergbau. In der Nähe des Segen-Gottes-Schachtes befindet sich ein Denkmal über dem Massengrab der toten Bergleute.

### Führung unter Maximilian Dathe von Burgk

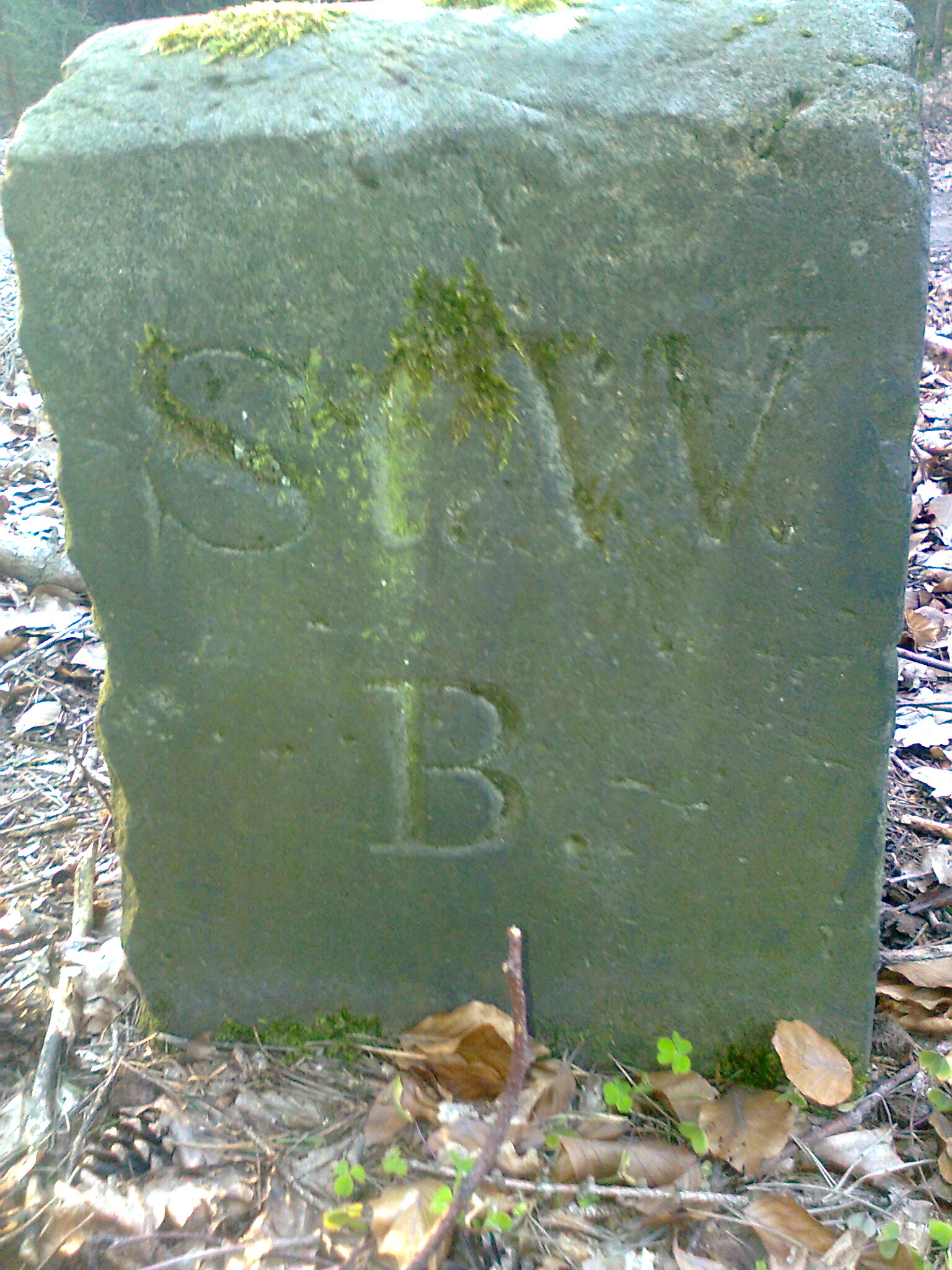
Grenzstein der Burgker Werke im Poisenwald

1897 übernahm Dathe von Burgks Enkel Carl Friedrich August Maximilian Freiherr Dathe von Burgk († 8. November 1931) die Führung des Unternehmens. Unter seiner Leitung ging die Förderung aufgrund des begrenzten Lagerstättenbereiches trotz intensiver Erkundung zu Beginn des 20. Jahrhunderts immer mehr zurück. Die Kohleförderung im Segen-Gottes-Schacht wurde 1916 eingestellt. Nach dem Ersten Weltkrieg wurden nur noch im Glückauf- und Marienschacht unter sich stetig verschlechternden Bedingungen Kohlen gefördert. Im Jahr 1919 mussten die Burgker Werke dem auf staatlichen Druck im selben Jahr gegründeten Sächsischen Steinkohlensyndikat m.b.H. Zwickau beitreten. Ab 1929 wurden in den beiden verbliebenen Schächten die Schachtsicherheitspfeiler abgebaut. Doch auch dies konnte die Einstellung des unrentablen Bergbaus nicht mehr verhindern. Die letzten Kohlenhunte wurden auf dem Marienschacht am 11. April 1930 und auf dem Glückauf-Schacht am 14. April 1930 gefördert.
Der Werksbetrieb wurde am 31. März 1930 offiziell eingestellt. Um das Weiterbestehen des Unternehmens zu gewährleisten, blieb die Brikettfabrik auf dem Gelände des Glückauf-Schachtes in Betrieb. Sie arbeitete mit Klarkohlen des Sächsischen Steinkohlenwerks Zauckerode, die über die Windbergbahn angeliefert wurden. Weiterhin wurde zum Verkauf der Kohlen eine Kohlenniederlage betrieben. Am 1. Juli 1931 trat das Unternehmen, das jetzt unter dem Namen Burgker Werke firmiert, aus dem Steinkohlensyndikat aus. Endgültig eingestellt wurde der Betrieb 1946.

## Steinkohlengruben
Unter anderem folgende Steinkohlengruben standen unter der Betriebsführung der Freiherrlich von Burgker Steinkohlen- und Eisenhüttenwerke (Lage und Betriebszeit in Klammern):
- Alter Schacht
- Augustusschacht (⊙; 1846–1893)
- Bergerschacht (⊙; 1810–1867)
- Bormannschacht (⊙; 1812–1846)
- Fortunaschacht (⊙; 1835–1865)
- Erdmannschacht (⊙; 1820–1846)
- Glückauf-Schacht (⊙; 1867–1930)
- Kunstschacht (1775–1845)
- Marienschacht (⊙; 1885–1989)
- Neuhoffnungsschacht (⊙; 1837–1898)
- Tagesstrecke Unteres Revier (⊙; 1849–1930) (1945–1953)
- Segen-Gottes-Schacht (⊙; 1856–1916)
- Wilhelminenschacht (⊙; 1815–1918)

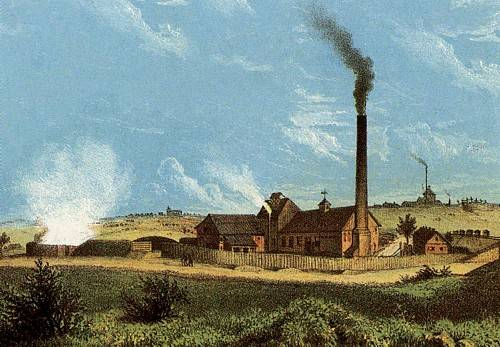
Neuhoffnungsschacht (um 1860)
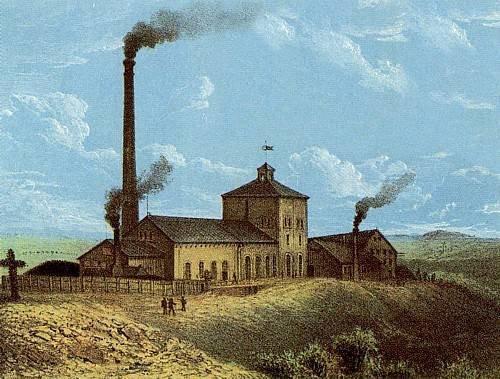
Segen-Gottes-Schacht (um 1860)
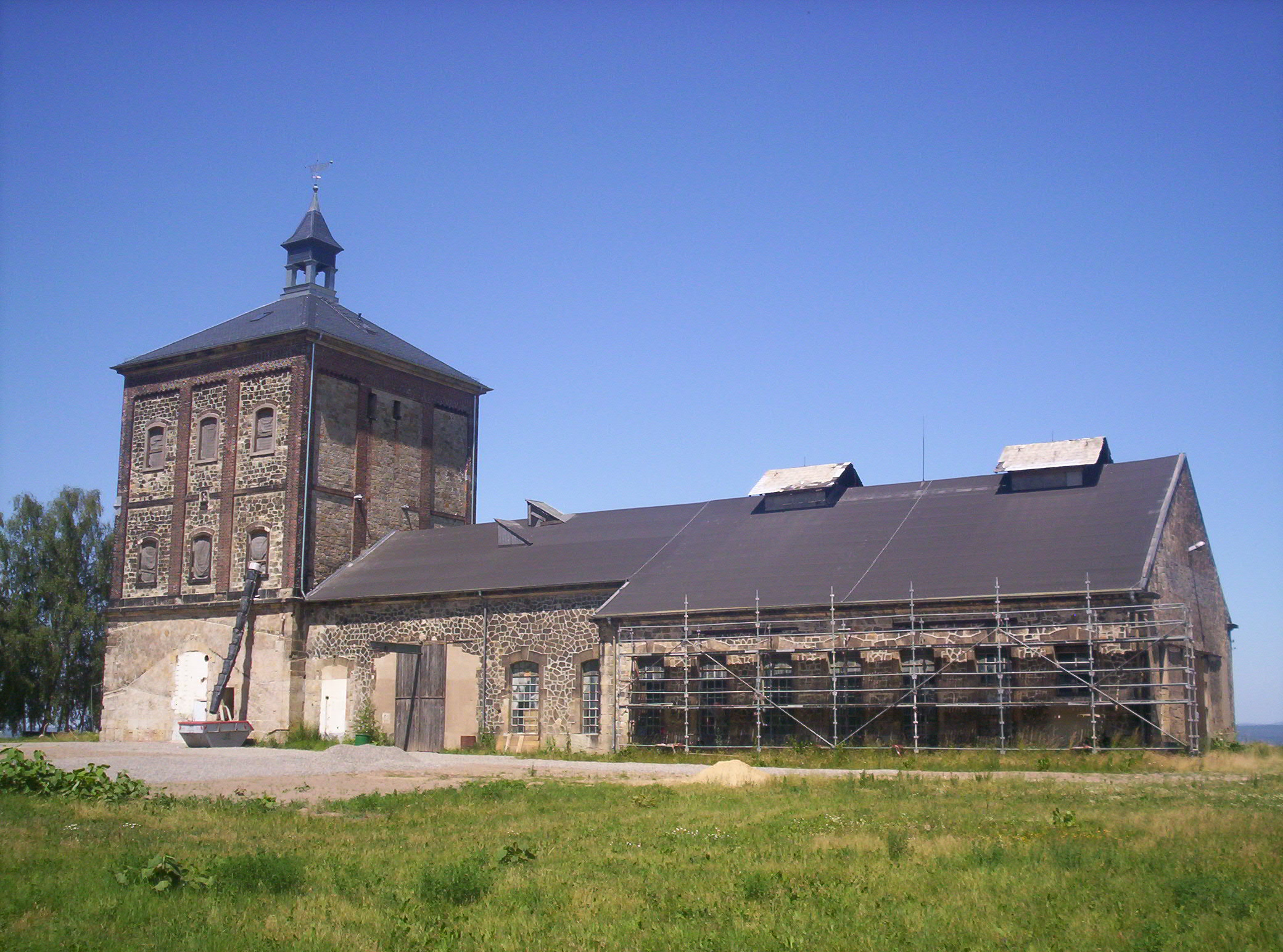
Marienschacht mit Malakowturm und Maschinenhaus

## Belegschaft/Ausbringen
| Jahr | Angefahrene Mannschaft | Fördermenge in t |
| ---- | ---------------------- | ---------------- |
| 1868 | 1.750                  | 259.148          |
| 1878 | 1.169                  | 202.329          |
| 1888 | 1.050                  | 221.494          |
| 1898 | 1.031                  | 222.230          |
| 1908 | 1.135                  | 262.382          |
| 1918 | 871                    | 188.158          |
| 1928 | 821                    | 153.785          |
| 1938 | 890                    | 160.778          |